# 奧什科什 (威斯康星州)
奧什科什（英語：Oshkosh）是一個位於美國威斯康辛州溫納貝戈縣的城市。

## 人口
根據2020年美國人口普查的數據，奧什科什的面積為72.60平方千米，當中陸地面積為69.98平方千米，而水域面積為2.61平方千米。當地共有人口66816人，而人口密度為每平方千米920人。